# Браун, Мэри
Мэри Кендолл Браун (англ. Mary Kendall Browne; 3 июня 1891, округ Вентура, Калифорния — 19 августа 1971, Лагуна-Хилз, Калифорния) — американская теннисистка (впоследствии теннисный тренер) и гольфистка-любительница. Третья ракетка мира по итогам 1921 года, 12-кратная победительница чемпионата США по теннису во всех разрядах, чемпионка Уимблдонского турнира (1926) в женском парном разряде, двукратный капитан сборной США в Кубке Уайтмен. В гольфе — серебряный призёр женского чемпионата США среди любителей 1924 года. Член Международного зала теннисной славы (1957).

## Биография
Родилась в округе Вентура в семье Артура Уильяма и Неотии Райс Браун. Окончила среднюю школу в Лос-Анджелесе. Училась теннису у старшего брата Нэта, освоив мужскую манеру игры с активным перемещением по всему корту. Отличалась точными ударами и агрессивной игрой.
С 1912 по 1914 год Браун трижды подряд становилась абсолютной чемпионкой США, побеждая во всех трёх разрядах — одиночном, женском парном и смешанном. Этот результат за всю историю турнира был достигнут ещё только дважды — с 1909 по 1911 год абсолютной чемпионкой три раза подряд становиласьХейзел Хочкисс, а с 1938 по 1940 год — Элис Марбл. За три одиночных финала она отдала соперницам в общей сложности один сет. Дважды — в 1913 и 1914 годах — Браун также возглавляла рейтинг сильнейших теннисисток США, составляемый Ассоциацией лаун-тенниса Соединённых Штатов.
После этой серии побед Браун начала работать клерком в банке в Калифорнии, объявив, что больше не намерена участвовать в теннисных соревнованиях. Однако она вернулась в теннис после Первой мировой войны, завоевав ещё три парных титула в чемпионатах США — в 1921 году в женских парах с Луизой Ридделл Уильямс и в миксте с Биллом Джонстоном, а затем в 1925 году в женских парах с Элизабет Райан. В 1926 году Браун впервые отправилась за океан для участия в теннисных соревнованиях. В чемпионате Франции она дошла до одиночного финала, где её разгромила лучшая теннисистка мира Сюзанн Ленглен, а на Уимблдоне побывала в обоих парных финалах, завоевав титул в паре с Райан. В 1925 и 1926 годах участвовала в розыгрыше Кубка Уайтмен, одержав одну победу при трёх поражениях; оба раза выступала в качестве капитана сборной США. По итогам 1921 года в рейтинге сильнейших теннисисток мира, составляемом газетой Daily Telegraph, Браун заняла третье место, а в 1926 году — шестое.
В последние годы любительской теннисной карьеры Браун успешно выступала и как гольфистка, в 1924 году став вице-чемпионкой США среди женщин-любительниц. В 1926 году она вместе с Ленглен приняла участие в первом в истории профессиональном теннисном турне, которое организовал антрепренёр Чарльз Пайл. В соответствии с условиями контракта Ленглен — главная звезда турне — получала 100 тысяч долларов, а Браун — 30 тысяч. Выступления проходили на территории США и Канады, и публика обычно поддерживала свою соотечественницу, но превосходство Ленглен было неоспоримым — к концу турне она выиграла 38 матчей между ними, не проиграв ни одного. Браун была близка к победе 4 декабря 1926 года в матче, который проходил в Портленде (Орегон), но Ленглен сумела выиграть первый сет со счётом 11:9, после чего объявила, что не может продолжать игру. Француженка не без труда выиграла два следующих матча в Калифорнии, но затем, после трёхнедельного перерыва, вернула себе полное превосходство в игре.
Турне Пайла завершилось в феврале 1927 года, после чего тот объявил, что дальше заниматься профессиональным теннисом не собирается. Ленглен немедленно вернулась во Францию. Браун осела в Кливленде, где в начале 1930-х годов держала магазин спортивного инвентаря, одновременно работая страховым агентом. Она продолжала успешно играть в гольф, четыре раза (в 1931, 1932, 1934 и 1935 годах) выиграв чемпионат Кливленда и трижды — чемпионат штата Огайо, добавив эти титулы к званию чемпионки Южной Калифорнии. С 1930 года она также работала на полставки теннисным тренером в Колледже Лейк-Эри.
Годы Второй мировой войны Браун провела за рубежом в составе миссий Американского Красного Креста — при штабе генерала Макартура в Австралии, а также в Италии. По окончании войны она продолжала преподавать в колледже Лейк-Эри до 1951 года. Браун считается первой, кто начал тренировки с использованием отбойной стенки (англ. backboard; ей также были написаны три учебника игры в теннис. В Кливленде Браун, самостоятельно учившаяся живописи, зарекомендовала себя и как успешная художница-портретистка, и ей часто заказывали портреты известных горожан.
В 1957 году имя Мэри Браун было внесено в списки Национального (позже Международного) зала теннисной славы. В 1958 году она вышла замуж за доктора Кеннета Смита. Когда этот брак окончился разводом, она вернулась в Южную Калифорнию, где в 1971 году умерла в Лагуна-Хилз. Похоронена на кладбище Форест-Лаун в Глендейле. В 1991 году имя Мэри Браун посмертно внесено в списки Зала славы Колледжа Лейк-Эри.

## Финалы турниров Большого шлема за карьеру

### Одиночный разряд (3-2)
| Результат | Год  | Турнир            | Покрытие | Соперница      | Счёт в финале |
| --------- | ---- | ----------------- | -------- | -------------- | ------------- |
| Победа    | 1912 | Чемпионат США     | Трава    | Элеонора Сирс  | 6-4, 6-2      |
| Победа    | 1913 | Чемпионат США (2) | Трава    | Дороти Грин    | 6-2, 7-5      |
| Победа    | 1914 | Чемпионат США (3) | Трава    | Мари Вагнер    | 6-2, 1-6, 6-1 |
| Поражение | 1921 | Чемпионат США     | Трава    | Молла Маллори  | 6-4, 4-6, 2-6 |
| Поражение | 1926 | Чемпионат Франции | Грунт    | Сюзанн Ленглен | 1-6, 0-6      |

### Женский парный разряд (6-1)
| Результат | Год  | Турнир              | Покрытие | Партнёрша             | Соперницы                           | Счёт в финале   |
| --------- | ---- | ------------------- | -------- | --------------------- | ----------------------------------- | --------------- |
| Победа    | 1912 | Чемпионат США       | Трава    | Дороти Грин           | Мод Баргер-Уоллах Нора Шмитц        | 6-2, 5-7, 6-0   |
| Победа    | 1913 | Чемпионат США (2)   | Трава    | Луиза Ридделл Уильямс | Дороти Грин Эдна Уайлди             | 12-10, 2-6, 6-3 |
| Победа    | 1914 | Чемпионат США (3)   | Трава    | Луиза Ридделл Уильямс | Луиза Хэммонд Реймонд Эдна Уайлди   | 10-8, 6-2       |
| Победа    | 1921 | Чемпионат США (4)   | Трава    | Луиза Ридделл Уильямс | Элен Гийодо Алетта Бейи Моррис      | 6-3, 6-2        |
| Победа    | 1925 | Чемпионат США (5)   | Трава    | Хелен Уиллз           | Элизабет Райан Мэй Банди            | 6-4, 6-3        |
| Победа    | 1926 | Уимблдонский турнир | Трава    | Элизабет Райан        | Эвелин Кольер Кэтлин Маккейн-Годфри | 6-1, 6-1        |
| Поражение | 1926 | Чемпионат США       | Трава    | Шарлотта Чапин        | Элинор Госс Элизабет Райан          | 6-3, 4-6, 10-12 |

### Смешанный парный разряд (4-1)
| Результат | Год  | Турнир              | Покрытие | Партнёр               | Соперники                          | Счёт в финале  |
| --------- | ---- | ------------------- | -------- | --------------------- | ---------------------------------- | -------------- |
| Победа    | 1912 | Чемпионат США       | Трава    | Ричард Норрис Уильямс | Элеонора Сирс Уильям Клотье        | 6-4, 2-6, 11-9 |
| Победа    | 1913 | Чемпионат США (2)   | Трава    | Билл Тилден           | Дороти Грин К. С. Роджерс          | 7-5, 7-5       |
| Победа    | 1914 | Чемпионат США (3)   | Трава    | Билл Тилден           | Маргаретта Майерс Дж. Р. Роуленд   | 6-1, 6-4       |
| Победа    | 1921 | Чемпионат США (4)   | Трава    | Билл Джонстон         | Молла Маллори Билл Тилден          | 3-6, 6-4, 6-3  |
| Поражение | 1926 | Уимблдонский турнир | Трава    | Говард Кинси          | Кэтлин Маккейн-Годфри Лесли Годфри | 3-6, 4-6       |